# Farolim da Ponta do Malmerendo
O Farolim da Ponta do Malmerendo localiza-se na freguesia e concelho de Vila do Porto, na ilha de Santa Maria, nos Açores.

## História
Começou a funcionar no ano de 1898, e está atualmente equipado com uma lanterna "Tideland".

## Características
Está instalado numa torre de planta quadrangular, pintado de branco com uma faixa vermelha.
- Altura: 6m
- Altitude: 50m acima do nível do mar
- Luz: branca
- Alcance: 10 milhas náuticas